# Издательское дело

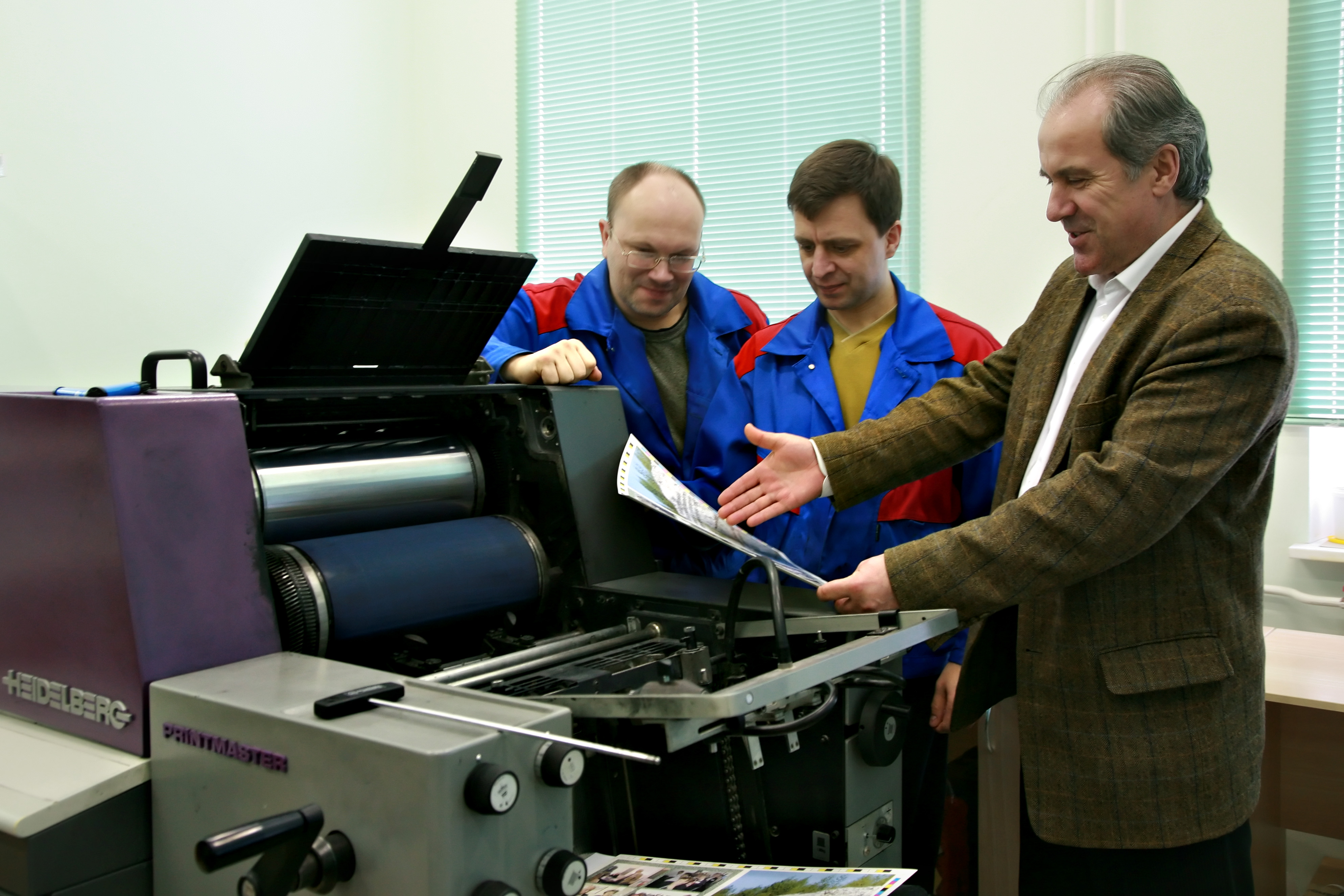
Редакционно-издательский отдел Карельского научного центра РАН

Изда́тельское де́ло — деятельность, отрасль культуры и производства, специализирующаяся на подготовке, создании, издании (выпуске тиражом) и распространении информации в печатной, музыкальной, электронной и других формах продукции для продажи или бесплатной раздачи. Издательское дело включает в себя такие аспекты, как редактирование текстов, дизайн, вёрстка, печать, распространение и маркетинг изданий. Оно тесно связано с полиграфией и авторским правом. 
Традиционно этот термин относится к процессу создания и распространения печатной продукции, такой как книги, газеты, журналы, брошюры, альбомы, ноты, географические карты, изобразительные материалы и другие. С появлением цифровых информационных систем сфера деятельности отрасли расширилась. Современное издательское дело включает производство материалов в цифровых форматах, а также материалов, созданных или адаптированных для электронного распространения: электронные и аудиокниги и газеты, академические журналы, веб-сайты, блоги, DVD, видеоигры, а также дистрибуцию через Интернет, контент социальных сетей, каталогов и других рекламных материалов.
Издательское дело превратилось из малой, древней и ограниченной законом или религией формы до современной масштабной индустрии, распространяющей абсолютно все виды информации.
Классическая издательская деятельность включает: поиск рукописей и авторов, приобретение авторских прав, подготовку рукописи к печати (редактура, корректура, оформление), разработку концепции издания, макета и дизайна, печать (и его эквиваленты в электронной форме), а также маркетинг и распространение. На практике издательская деятельность может заключаться только в посредничестве между автором и типографией.
Изда́телем называется физическое или юридическое лицо, которое занимается изданием печатной или электронной продукции. Это также может быть глава издательского дома, обычно владелец или основатель.

## История издательского дела
Эволюция издательской сферы представляет собой взаимодействие технологических инноваций и социокультурных изменений, взаимодополняющих друг друга. Перед появлением письменности, предположительно в IV тысячелетии до н. э. среди шумеров, информация передавалась только устно, с соответствующими ограничениями по времени и месту. Прототипом нынешних издательств были античные и средневековые скриптории, существовавшие при библиотеках и монастырях. Есть сведения, что уже в Древнем Риме (в I веке до н. э.) были скриптории, подготавливавшие маленькие тиражи рукописных свитков на продажу. Их делали (одновременно до 30 экземпляров) писцы-рабы под диктовку чтеца.
Изобретение книгопечатания оказало революционный эффект на письменное слово. Первоначально печать в форме блочной технологии появилась в Китае в VI веке. Историки предполагают, что более ранняя версия существовала в начале I тыс. до н. э., но она, скорее всего, была утеряна со временем. В XI веке китайцами был разработан подвижный шрифт, который, однако, не получил широкого распространения. Другие китайские изобретения, включая бумагу (105 г. н. э.), были впервые представлены в Европе арабами, но, вероятно, не включали в себя книгопечатание.
В Средние века в Европе издатели рукописных книг объединялись в профессиональные гильдии. Изобретение книгопечатания в Европе обычно ассоциируется с именем Иоганна Гутенберга в Германии около 1440—1450 годов, хотя ксилографическая печать начала применяться приблизительно с 1400 года. Вклад Гутенберга заключался не только в одно изобретение, а в создание абсолютно новой отрасли промышленности, включающей подвижной металлический шрифт, чернила и бумагу. Менее чем за 50 лет эта технология распространилась по всей Европе, преимущественно благодаря немецким типографиям.

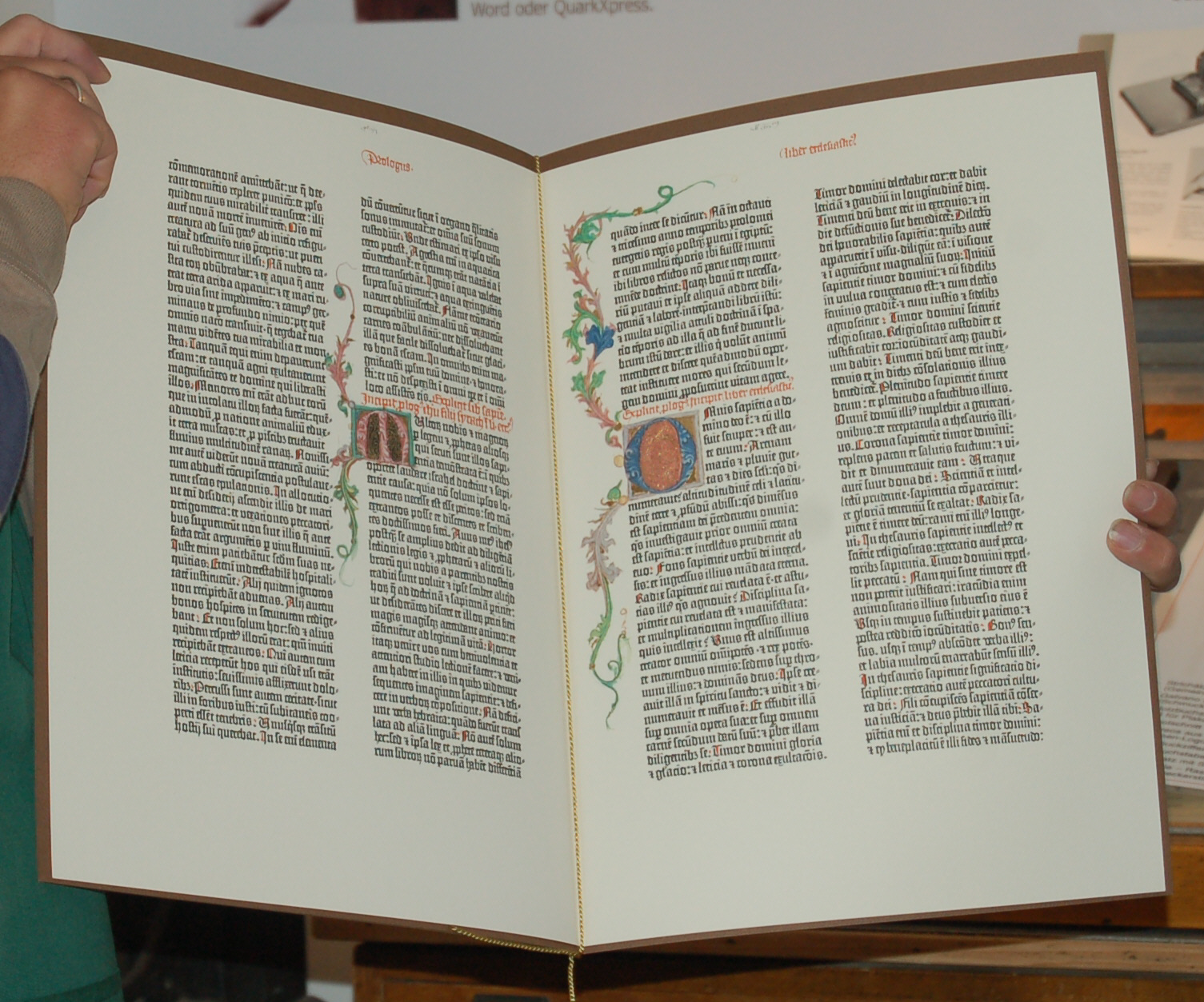
Библия Гутенберга

Изобретение в середине XV века Гуттенбергом книгопечатания привело к бурному росту издательского дела и сделало книги менее дорогими в производстве и более доступными. К концу XV века во многих городах Европы возникли издательства-типографии, выпускавшие не только книги (с информацией о себе на титульном листе или в колофоне), но и рекламные листки, каталоги своей продукции. С развитием книготорговли в XV—XVI веках появились книжные ярмарки, выпускавшие собственные каталоги. В 1564 году впервые такой каталог выпустила Франкфуртская ярмарка, а в 1594 году — Лейпцигская. В первой половине XVI века появились издатели, занимавшиеся тиражированием нот, такие как Пьер Аттеньян и Тильман Сузато.
В Европе развитие печати неразрывно связано с периодами Возрождения и Реформации. Оно выросло из духа времени и потребностей обеих эпох. Печать оказалась в центре интеллектуального прогресса последних пяти веков. Изначально рассматриваемая как средство предотвращения ошибок при копировании, вскоре стало очевидно, какие возможности она предоставляет для массового производства письменных произведений. Например, в 1498 году в Барселоне было напечатано 18 000 индульгенций. Рынок книг был ещё небольшим, но грамотность распространилась за пределы духовенства и достигла формирующегося среднего класса. Церковь, государство, университеты, реформаторы и радикалы быстро нашли применение печати. Были предприняты многочисленные попытки контролировать и регулировать данный «опасный» новый способ коммуникации. Свобода прессы подвергалась преследованиям и атакам в течение следующих трёх веков, но к концу XVIII века в Западной Европе и Северной Америке была добыта значительная степень свободы, и на рынке представлен широкий ассортимент печатной продукции.
Функции, связанные с издательским делом, такие как отбор, редактирование и оформление материала; организация производства и распространение; а также несение финансового риска и ответственности за всю операцию, часто ранее совпадали с рисками автора, типографа или книготорговца. Однако к XIX веку с ростом специализации издательская деятельность стала все более независимым занятием.
Механизация процесса книгопечатания в XIX веке и его дальнейшее развитие в XX веке, параллельно с повышением уровня грамотности и образования, вернули печатному слову его мощное воздействие на общество.
В первой половине XVI века появляется государственный надзор за издательской деятельностью с попытками её ограничения, вплоть до полного запрета. Например, в начале 1535 года Франциск I издал указ о запрете на печатание книг во Франции, отменив его затем под давлением парламента. Венеция (где уже к концу XV века было около 250 типографий), Лион, Франкфурт-на-Майне, Амстердам становятся в XV—XVII веках крупными центрами издательского дела. В этот период наиболее известными издателями являются: в Венеции — Альд Мануций (Старший), в Антверпене — Х. Плантен, в Нидерландах — семьи Эльвезир, во Франции — семьи Этьенн. Первые славянские печатные книги кирилловского шрифта изданы в конце XV века в Кракове Ш. Фиолем. Позднее, в начале XVI века славянские книги издавались в Праге и Вильно (ныне Вильнюс) Франциском Скориной.
В середине XVIII века христианские миссионеры принесли печатные станки в Африку к югу от Сахары.
Изобретение бумагодельной машины в конце XVIII века, а также появление в XIX веке полиграфических машин повлияли на быстрое развитие издательского дела. Этот прогресс отделил издательское дело от полиграфических процессов, всё больше сосредотачивая внимание на подготовке оригинал-макета, который затем передавался в типографию. Развитие компьютерных технологий в конце XX века привело к появлению настольной издательской системы, открывшей новую эпоху в издательском деле.
В 2012 году на мировую книгоиздательскую индустрию приходится более 100 миллиардов долларов годового дохода, или около 15 % всей медиаиндустрии.
Современное издательское дело опирается на три ключевых изобретения, — письменность, бумагу и печать — а также важное социокультурное событие — распространение грамотности. Большинство современных западных издателей используют полиграфические услуги на открытом рынке, получают рукописи от авторов и распространяют свою продукцию с помощью магазинов, почтовых отправлений или непосредственных продаж.

### Издательское дело в России
Расцвет издательского дела в России приходится на первое десятилетие XVIII века. Это связано с созданием новых типографий при Сенате, Морской академии, Академии наук, Александро-Невской лавре и других в Санкт-Петербурге, а также открытием новых типографий в Москве. За время правления Петра I вышли в свет примерно 650 книг (как оригинальные, так и переводные): по мореплаванию, военному и военно-морскому делу, истории, географии, словесности, а также законодательные документы, учебники и прочее. И. Ф. Копиевский (Копиевич), который по указаниям Петра I печатал русские книги в Амстердаме, Гданьске и других городах, стал крупным издателем. К числу крупных русских издателей XVIII—XIX веков относят Н. И. Новикова, П. И. Богдановича, А. Ф. Смирдина, В. С. Сопикова, И. Д. Сытина, М. О. Вольфа, Ф. Ф. Павленкова, А. С. Суворина, К. Т. Солдатёнкова.

## Развитие издательского дела
Изначально издательское дело было связано с печатанием и распространением книг, журналов, брошюр, газет, буклетов, художественных альбомов, нотных изданий, визиток и открыток.
С изобретением бумагоделательной машины в конце XVIII века и появлением в XIX веке полиграфических машин начинается быстрый прогресс издательского дела. Из него как самостоятельная отрасль выделяется книжная торговля. С течением времени издательское дело начало отделяться от полиграфических процессов, всё более концентрируясь на подготовке оригинал-макета, передаваемым затем в типографию.
С появлением цифровых информационных систем и Интернета масштабы издательской деятельности расширились. Появились цифровые издательства, которые включают электронные ресурсы, такие как электронные версии книг и периодических изданий, а также веб-сайты, блоги, справочные системы на электронных носителях, аудио-, видеодиски, кассеты, компьютерные игры.

## Посредничество
Издательства фактически являются посредниками между первоначальными обладателями авторских прав (авторами) и потребителями издательской продукции. Работа издательства состоит в прогнозировании спроса на то или иное произведение, приобретение авторских прав на это произведение, воспроизводство произведения в объективной форме (на материальном носителе, в форме электронной записи и другие), передача материального или электронного произведения в каналы распространения, часто, через дистрибьюторские организации, в магазины.
Издательства классифицируются на книжные, газетные, журнальные, музыкальные, онлайн и другие издательства.

## Издательство как бизнес
Обычно издательства специализируются на том или ином виде литературы. Быть универсальным издательством может позволить себе только большая компания. Штат издательства включает в себя, как минимум, редакторов и менеджеров по продажам. Редакторы отбирают те рукописи, которые в итоге будут изданы, работают с авторами, подбирают удачные обложки для книг. Издательствам также требуются переводчики, дизайнеры, корректоры.
Книгоиздательство — это высокорискованный бизнес, так как изданная книга может оказаться невостребованной, а популярный автор может не написать новую книгу в оговоренные сроки, может быть перекуплен конкурирующим издательством.
По данным на 2015 год, самый крупный сегмент мирового книжного рынка (24 %, или 27 млрд евро) был в США, второе место занимал Китай (13 %, 15 млрд евро). Доля Германии составляла 8 %, Японии — 5 %, Франции — 4 %, Великобритании — 3 %. Остальные страны в совокупности составляли 42 %.
С распространением интернета и различных мобильных устройств, которые позволяют читать книги в электронном виде, для издателей печатной книжной продукции наступило трудное время. Однако растёт рынок электронных книг.
Крупнейшие издательские группы мира (Thomson Reuters, Pearson) не являются в «чистом виде» книгоиздательскими, а представляют собой либо подразделения мультимедийных компаний, либо компании с диверсифицированным медийным бизнесом. Происходит интеграция книгоиздательского бизнеса в систему массмедиа.